# Тексико (Њу Мексико)
Тексико (енгл. Texico) град је у америчкој савезној држави Њу Мексико.

## Демографија
По попису из 2010. године број становника је 1.130, што је 65 (6,1%) становника више него 2000. године.
| Група             | 2000.       | 2010.       |
| Белци             | 485 (45,5%) | 430 (38,1%) |
| Афроамериканци    | 49 (4,6%)   | 53 (4,7%)   |
| Азијати           | 1 (0,1%)    | 1 (0,1%)    |
| Хиспаноамериканци | 504 (47,3%) | 632 (55,9%) |
| Укупно            | 1.065       | 1.130       |